# Jerzy Radomski
Jerzy Radomski (ur. 5 lipca?/18 lipca 1915 w Czernihowie, zm. 17 grudnia 1978 w Londynie) – Squadron Leader Royal Air Force, kapitan pilot Wojska Polskiego, kawaler Krzyża Srebrnego Orderu Wojennego Virtuti Militari.

## Życiorys
Urodził się 18 lipca 1915 roku w Czernihowie . Absolwent Szkoły Podchorążych Lotnictwa w Dęblinie (XII promocja, 88. lokata). 1 września 1939 awansowany do stopnia podporucznika, walczył w 113 eskadrze myśliwskiej. 1 września zestrzelił Me-109 i prawdopodobnie zestrzelił He-111, a 5 września współuczestniczył w zniszczeniu Ju-87. Przez Rumunię przedostał się do Francji, gdzie zaliczono mu pewne zniszczenie 1/2 samolotu. Z Francji przedostał się do Wielkiej Brytanii, otrzymał numer służbowy P-1427, a 23 sierpnia przydział do dywizjonu 303. 14 kwietnia 1941 przeniesiony do 58 OTU.
Uczestnik bitwy o Anglię. Walczył również w dywizjonie 316 od 16 grudnia 1941 i od 28 czerwca 1943 dywizjonie 317.
24 stycznia 1950 otrzymał brytyjskie obywatelstwo. Od 1951 do 1973 służył w Królewskich Siłach Powietrznych.
Zmarł 17 grudnia 1978 roku w Londynie .

## Awanse
- porucznik – 1 marca 1942
- kapitan – 1 marca 1943
- Squadron Leader – 18 lipca 1973

## Zwycięstwa powietrzne
Na „liście Bajana” sklasyfikowany został na 65. pozycji z 3 i 1/3 samolotów Luftwaffe zestrzelonymi na pewno, 1/3 zestrzelonym prawdopodobnie i 4 uszkodzonymi.
zestrzelenia pewne
- Me 109 – 1 września 1939
- 1/2 ? – Francja 1940[4]
- 1/2 Do 215 – 30 września 1940
- 1/3 Fw 190 – 6 maja 1942 wspólnie z kpt. pil. Aleksandrem Gabszewiczem i por. pil. Władysławem Walendowskim[6]

zestrzelenia prawdopodobne
- He 111 – 1 września 1939

uszkodzenia
- Fw 190 – 25 kwietnia 1942

## Ordery i odznaczenia
- Krzyż Srebrny Orderu Virtuti Militari nr 8441 (20 grudnia 1943)[7]
- Krzyż Walecznych (czterokrotnie: 23 grudnia 1940, 1 lutego 1941, 20 sierpnia 1942, 31 października 1947)
- Medal Lotniczy (czterokrotnie)[1]
- Krzyż Wojenny (Francja, 7 lipca 1943)